# Gmina Tuczna
Gmina Tuczna es una gmina rural ubicada en el distrito de Biała Podlaska, en Voivodato de Lublin, Polonia.

## Pueblos
- Bokinka Królewska
- Bokinka Pańska
- Choroszczynka
- Dąbrowica Duża
- Kalichowszczyzna
- Leniuszki
- Matiaszówka
- Mazanówka
- Międzyleś
- Ogrodniki
- Rozbitówka
- Tuczna
- Wiski
- Władysławów
- Wólka Zabłocka
- Wólka Zabłocka-Kolonia
- Żuki